# اندیس شرق قوزه زن
شرق قوزه زن یک اندیس فلزی است که در حوالی شهر مشکان استان خراسان قرار دارد و مادهٔ معدنی موجود در آن، مس است.سنگ میزبان این اندیس ولکانیک، گل سنگ است  در این اندیس، پاراژنز‌های کوارتز ، کلسیت یافت می‌شوند.